# Pohronský Ruskov
Pohronský Ruskov (em húngaro: Oroszka) é um município da Eslováquia, situado no distrito de Levice, na região de Nitra. Tem 9,11 km² de área e sua população em 2018 foi estimada em 1.220 habitantes.

## Demografia
| Ano:        | 1994 | 2004   | 2014   | 2024   |
| ----------- | ---- | ------ | ------ | ------ |
| Broj ljudi: | 1384 | 1258   | 1286   | 1170   |
| Razlika:    |      | -9,10% | +2,22% | -9,02% |

| Ano:               | 2023 | 2024   |
| ------------------ | ---- | ------ |
| Número de pessoas: | 1185 | 1170   |
| Diferença:         |      | -1,26% |